# Alexander Hall (Freestyle-Skier)
Alexander Hall (* 21. September 1998 in Fairbanks) ist ein US-amerikanischer Freestyle-Skier. Er startet in den Disziplinen Halfpipe, Slopestyle und Big Air.

## Werdegang
Hall startete zu Beginn der Saison 2015/16 in Cardrona erstmals im Weltcup und belegte dabei den 22. Platz im Slopestyle. Im weiteren Saisonverlauf siegte er jeweils im Slopestyle bei der US Revolution Tour in Mammoth, beim Nor Am Cup in Calgary und beim Absolut Park Spring Battle in Flachauwinkl. Bei den Olympischen Jugend-Winterspielen 2016 in Lillehammer wurde er Vierter in der Halfpipe und gewann im Slopestyle die Silbermedaille. In der folgenden Saison siegte er bei der Big-Air-Veranstaltung One Hit Wonder in Thredbo und jeweils im Slopestyle bei den Freeski Open 2017 in Nanshan und beim Total Fight in Grandvalira. Außerdem wurde er Dritter im Slopestyle bei der SFR Tour in La Clusaz und belegte bei den Winter-X-Games 2017 in Aspen den 13. Platz im Slopestyle.
Im März 2017 kam Hall bei den X-Games Norway 2017 in Hafjell auf den 16. Platz im Slopestyle und bei den Weltmeisterschaften in Sierra Nevada auf den neunten Rang im Slopestyle. In der Saison 2017/18 erreichte er mit drei Top-Zehn-Platzierungen den siebten Platz im Slopestyle-Weltcup. Dabei holte er im Slopestyle in Silvaplana seinen ersten Weltcupsieg. Bei den Winter-X-Games 2018 kam er auf den 11. Platz im Slopestyle und bei den Olympischen Winterspielen 2018 in Pyeongchang auf den 16. Rang im Slopestyle. Im Mai 2018 wurde er bei den X-Games Norway in Fornebu Vierter im Big Air. Anfang November 2018 errang er beim Weltcup in Modena den zweiten Platz im Big Air. Im weiteren Saisonverlauf siegte er im Slopestyle in Font Romeu und belegte bei den Weltmeisterschaften 2019 in Park City den 36. Platz im Slopestyle sowie den vierten Rang im Big Air. Zudem gewann er bei den X-Games Norway 2019 die Goldmedaille im Big Air und wurde bei den Winter-X-Games 2019 Fünfter im Big Air. Die Saison beendete er im Slopestyle sowie im Big-Air-Weltcup auf den sechsten Platz. In der Saison 2019/20 wurde er mit zwei ersten Plätzen Zweiter im Big-Air-Weltcup und holte bei den X-Games Norway 2020 im Slopestyle die Silbermedaille sowie im Knuckle Huck die Goldmedaille. Bei den Winter-X-Games 2020 wurde er Sechster im Slopestyle.
Nach Platz acht im Big Air am Kreischberg in der Saison 2020/21, gewann Hall bei den Winter-X-Games 2021 und bei den Weltmeisterschaften 2021 in Aspen die Bronzemedaille im Slopestyle. Zum Saisonende wurde er in Silvaplana Dritter im Slopestyle und errang damit den siebten Platz im Park & Pipe-Weltcup sowie den fünften Platz im Slopestyle-Weltcup. In der folgenden Saison erreichte mit je einen zweiten und ersten Platz den fünften Platz im Slopestyle-Weltcup, den dritten Rang im Park & Pipe-Weltcup und den zweiten Platz im Big-Air-Weltcup. Beim Saisonhöhepunkt, den Olympischen Winterspielen 2022 in Peking, holte er die Goldmedaille im Slopestyle. Außerdem gewann er bei den Winter-X-Games 2022 im Slopestyle sowie im Knuckle Huck die Bronzemedaille und im Big Air die Goldmedaille. In der Saison 2022/23 kam er mit fünf Top-Zehn-Platzierungen, darunter Platz zwei im Slopestyle in Laax auf den siebten Platz im Park & Pipe-Weltcup und auf den vierten Rang im Slopestyle-Weltcup. Bei den Winter-X-Games 2023 wurde er im Slopestyle sowie im Big Air jeweils Siebter.

## Erfolge

### Olympische Spiele
- 2018 Pyeongchang: 16. Platz Slopestyle
- 2022 Peking: 1. Platz Slopestyle, 8. Platz Big Air

### Weltmeisterschaften
- 2017 Sierra Nevada: 9. Platz Slopestyle
- 2019 Park City: 4. Platz Big Air, 36. Platz Slopestyle
- 2021 Aspen: 3. Platz Slopestyle, 7. Platz Big Air

### Weltcupsiege
Hall errang im Weltcup bisher 13 Podestplätze, davon acht Siege:
| Datum             | Ort        | Land                | Disziplin  |
| ----------------- | ---------- | ------------------- | ---------- |
| 3. März 2018      | Silvaplana | Schweiz             | Slopestyle |
| 12. Januar 2019   | Font Romeu | Frankreich          | Slopestyle |
| 3. November 2019  | Modena     | Italien             | Big Air    |
| 21. Dezember 2019 | Atlanta    | Vereinigte Staaten  | Big Air    |
| 9. Januar 2022    | Mammoth    | Vereinigte Staaten  | Slopestyle |
| 2. Dezember 2023  | Peking     | Volksrepublik China | Big Air    |
| 3. Februar 2024   | Mammoth    | Vereinigte Staaten  | Slopestyle |
| 15. März 2024     | Tignes     | Frankreich          | Big Air    |

### Weltcupwertungen
| Saison  | Gesamt | Gesamt | Park & Pipe | Park & Pipe | Big Air | Big Air | Slopestyle | Slopestyle |
| Saison  | Platz  | Punkte | Platz       | Punkte      | Platz   | Punkte  | Platz      | Punkte     |
| ------- | ------ | ------ | ----------- | ----------- | ------- | ------- | ---------- | ---------- |
| 2015/16 | 185.   | 3      | -           | -           | -       | -       | 42.        | 15         |
| 2016/17 | 116.   | 11,4   | -           | -           | -       | -       | 20.        | 57         |
| 2017/18 | 39.    | 26,29  | -           | -           | -       | -       | 7.         | 184        |
| 2018/19 | 31.    | 29,4   | -           | -           | 6.      | 98      | 6.         | 147        |
| 2019/20 | 11.    | 48     | -           | -           | 2.      | 240     | 18.        | 59         |
| 2020/21 | -      | -      | 7.          | 137         | 8.      | 32      | 5.         | 105        |
| 2021/22 | -      | -      | 3.          | 273         | 2.      | 120     | 5.         | 153        |
| 2022/23 | -      | -      | 7.          | 230         | 18.     | 29      | 4.         | 201        |
| 2023/24 | -      | -      | 2.          | 460         | 1.      | 236     | 2.         | 260        |

### X-Games
- X-Games Norway 2018: 4. Platz Big Air
- Winter-X-Games 2019: 1. Platz Slopestyle, 5. Platz Big Air
- X-Games Norway 2019: 1. Platz Big Air
- Winter-X-Games 2020: 6. Platz Slopestyle
- X-Games Norway 2020: 1. Platz Knuckle Huck, 2. Platz Slopestyle, 4. Platz Big Air
- Winter-X-Games 2021: 3. Platz Big Air, 6. Platz Slopestyle
- Winter-X-Games 2022: 1. Platz Big Air, 3. Platz Slopestyle, 3. Platz Knuckle Huck
- Winter-X-Games 2023: 7. Platz Slopestyle, 7. Platz Big Air
- Winter-X-Games 2024: 2. Platz Slopestyle, 2. Platz Big Air

### Weitere Erfolge
- Olympische Jugend-Winterspiele 2016: 2. Platz Slopestyle, 4. Platz Big Air